# Roškovce
Roškovce (Hongaars:Roskóc) is een Slowaakse gemeente in de regio Prešov, en maakt deel uit van het district Medzilaborce.
Roškovce telt 217 inwoners.
In de volkstelling van 2021 identificeerden 133 van de 141 inwoners zichzelf met de Grieks-Katholieke Kerk, waarmee Roškovce - met 94,33% - het hoogste percentage Grieks-katholieken in Slowakije heeft.

## Galerij

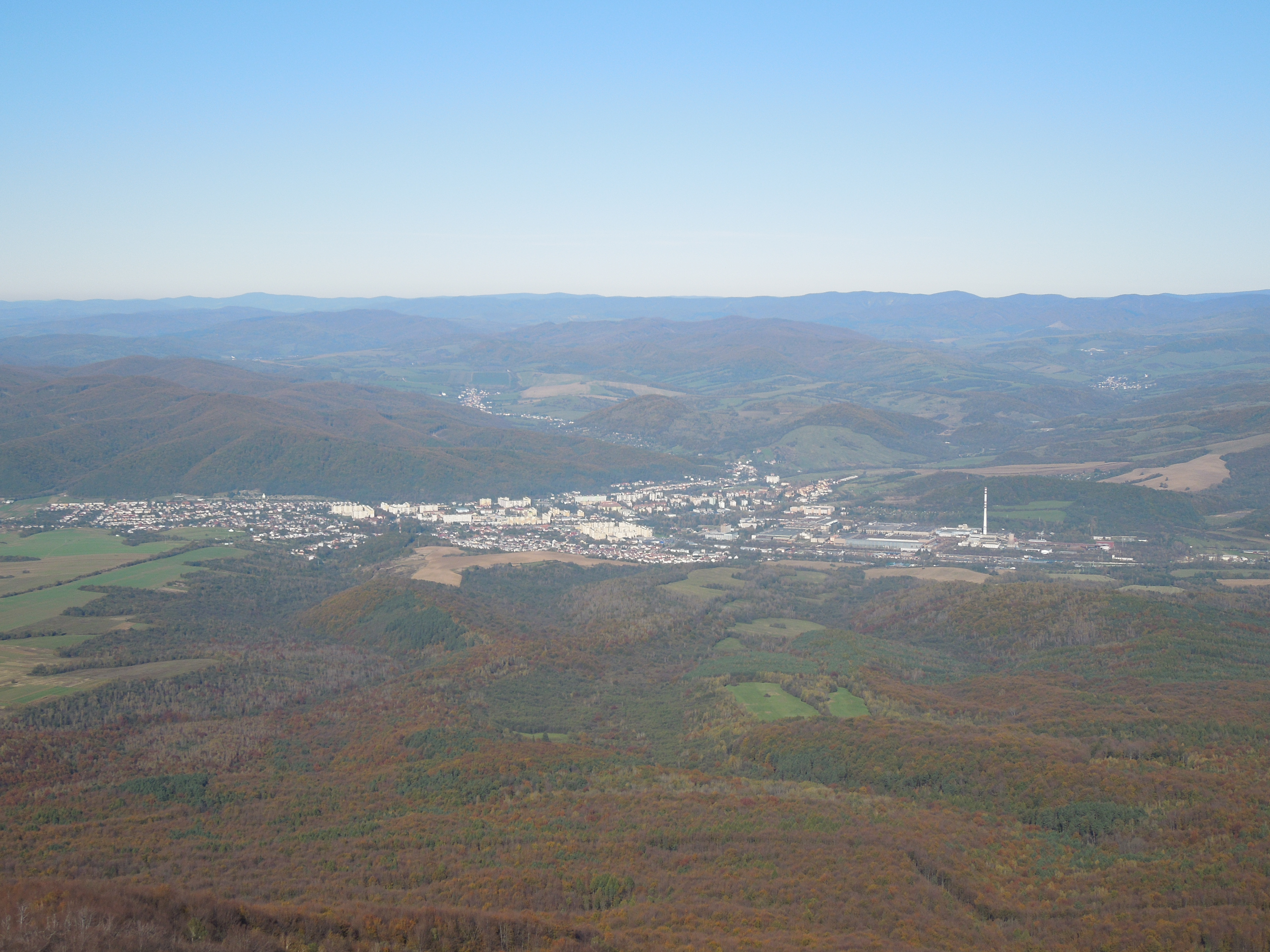
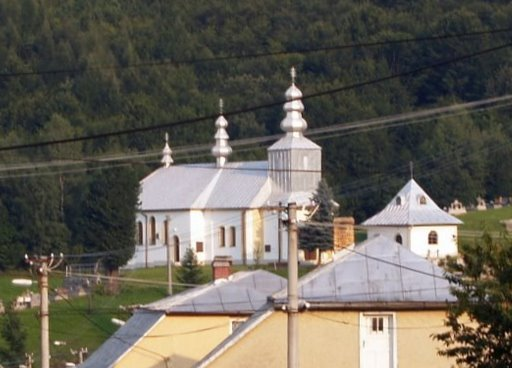

Brestov nad Laborcom · Čabalovce · Čabiny · Čertižné · Habura · Kalinov · Krásny Brod · Medzilaborce · Ňagov · Oľka · Oľšinkov · Palota · Radvaň nad Laborcom · Repejov · Rokytovce · Roškovce · Sukov · Svetlice · Valentovce · Volica · Výrava ·  Zbojné · Zbudská Belá